# 北埝头乡
北埝头乡，是中华人民共和国河北省保定市蠡县下辖的一个乡镇级行政单位。

## 行政区划
北埝头乡下辖以下地区：
北埝村、南埝村、中埝村、七器村、泊庄南村、泊庄北村、泊庄东村、户家营村、李岗西村、李岗东村、李岗南村、屯里村、张七村、贾庄村、褚岗村和花园头村。